# EconomyBookings
EconomyBookings est un intermédiaire de location de voitures en ligne appartenant au Booking Group et basé à Riga, en Lettonie,.

## Histoire
EconomyBookings a été fondée en 2008 à Riga, en Lettonie, par deux anciens athlètes d'aviron, Alen Baibekov et Igor Demchakov, qui travaillaient auparavant dans le secteur de la location de voitures,,.
EconomyBookings, en tant que site web, fonctionne comme un agrégateur pour diverses sociétés de location de voitures mondiales et locales appartenant au Booking Group.
Pendant la pandémie de COVID-19, le nombre de réservations annulées sur EconomyBookings.com a augmenté de 670 % et le chiffre d'affaires de l'entreprise a diminué de 80 % pendant la même période. En mai 2020, le nombre d'annulations s'est stabilisé et le chiffre d'affaires a augmenté de 9,2 %.
En juin 2022, Booking Group Corporation a été classée parmi les «10 meilleures entreprises de services d'exportation» de Lettonie par le portail Delfi, à la demande de la Banque de Lettonie.

## Services
EconomyBookings.com est un courtier en ligne spécialisé dans la location de voitures. Les clients recherchent, réservent et paient leurs services de location de voitures sur le site EconomyBookings, et les réservations sont traitées par les sociétés de location de voitures. Le site compare les offres de 800 sociétés de location de voitures, dont Sixt, Hertz, Avis, Dollar, Budget, Enterprise et des marques de location de voitures de milieu de gamme, dans plus de 20 000 agences réparties dans 150 pays,,.